# Liste der Monuments historiques in Baudrecourt (Haute-Marne)
Die Liste der Monuments historiques in Baudrecourt führt die Monuments historiques in der französischen Gemeinde Baudrecourt auf.

## Liste der Immobilien
| Bezeichnung                     | Beschreibung                               | Standort                | Kennzeichnung | Schutzstatus | Datum | Bild |
| ------------------------------- | ------------------------------------------ | ----------------------- | ------------- | ------------ | ----- | ---- |
| Kirche St-Bénigne-et-St-Louvent | aus der ersten Hälfte des 16. Jahrhunderts | Route de Charmes (Lage) | PA00125384    | Inscrit      | 1993  |      |

## Liste der Objekte
| Bezeichnung                     | Beschreibung | Standort                                      | Kennzeichnung | Schutzstatus | Datum | Bild |
| ------------------------------- | --- | --------------------------------------------- | ------------- | ------------ | ----- | ---- |
| Hauptaltar                      | Altartisch, Tabernakel, Exposition, Retabel, Gemälde Mariä Himmelfahrt und zwei Skulpturen; Holz, farbig gefasst und vergoldet, Ölfarbe auf Leinwand, 1671 | in der Kirche St-Bénigne-et-St-Louvent (Lage) | PM52000074    | Classé       | 1982  |      |
| Skulptur Heiliger Dominikus     | Stein, farbig gefasst, Ende des 17. Jahrhunderts | in der Kirche St-Bénigne-et-St-Louvent (Lage) | PM52000071    | Classé       | 1982  |      |
| Skulptur Heiliger Nikolaus      | Holz, Anfang des 16. Jahrhunderts | in der Kirche St-Bénigne-et-St-Louvent (Lage) | PM52000067    | Classé       | 1952  |      |
| Rosenkranzaltar                 | linker Seitenaltar; Altartisch, Retabel und Gemälde Stiftung des Rosenkranzes; Holz, farbig gefasst und vergoldet, Ölfarbe auf Leinwand, 1680              | in der Kirche St-Bénigne-et-St-Louvent (Lage) | PM52000069    | Classé       | 1982  |      |
| Skulptur Heiliger Benignus      | Holz, farbig gefasst, 16. Jahrhundert | in der Kirche St-Bénigne-et-St-Louvent (Lage) | PM52000070    | Classé       | 1982  |      |
| Skulptur Heiliger Christophorus | Stein, farbig gefasst, 16. oder 17. Jahrhundert | in der Kirche St-Bénigne-et-St-Louvent (Lage) | PM52000072    | Classé       | 1982  |      |
| Skulptur Heiliger Lupentius     | Stein, farbig gefasst, Anfang des 16. Jahrhunderts | in der Kirche St-Bénigne-et-St-Louvent (Lage) | PM52000068    | Classé       | 1973  |      |
| Weihwasserbecken                | Gusseisen, 17. Jahrhundert | in der Kirche St-Bénigne-et-St-Louvent (Lage) | PM52000073    | Classé       | 1982  |      |